# Nirvana (musikalbum)
Nirvana är ett självbetitlat samlingsalbum av Nirvana, släppt den 29 oktober 2002. Detta är det tredje albumet som släpptes av Nirvana efter att frontmannen och sångaren Kurt Cobain avlidit i april 1994. Albumet innehåller även den dittills osläppta låten "You Know You're Right" som första spår, vilket ledde till att Nirvana kunde ta sig in på topplistor 8 år efter Cobains död. De tre sista spåren är från den akustiska liveskivan MTV Unplugged in New York.

## Låtlista
Alla låtar är skrivna och komponerade av Kurt Cobain, om inte annat anges. 
| Nr  | Titel                      | Kompositör                          | Album                     | Längd |
| --- | -------------------------- | ----------------------------------- | ------------------------- | ----- |
| 1.  | You Know You're Right      |                                     | Nirvana                   | 3:38  |
| 2.  | About a Girl               |                                     | Bleach                    | 2:49  |
| 3.  | Been a Son                 |                                     | Blew                      | 2:23  |
| 4.  | Sliver                     |                                     | Incesticide               | 2:14  |
| 5.  | Smells Like Teen Spirit    | Cobain, Krist Novoselic, Dave Grohl | Nevermind                 | 5:01  |
| 6.  | Come as You Are            |                                     | Nevermind                 | 3:39  |
| 7.  | Lithium                    |                                     | Nevermind                 | 4:17  |
| 8.  | In Bloom                   |                                     | Nevermind                 | 4:15  |
| 9.  | Heart-Shaped Box           |                                     | In Utero                  | 4:41  |
| 10. | Pennyroyal Tea             |                                     | In Utero                  | 3:38  |
| 11. | Rape Me                    |                                     | In Utero                  | 2:51  |
| 12. | Dumb                       |                                     | In Utero                  | 2:34  |
| 13. | All Apologies              |                                     | MTV Unplugged in New York | 3:51  |
| 14. | The Man Who Sold the World | David Bowie                         | MTV Unplugged in New York | 3:47  |

| 15. | Something in the Way           |                          | MTV Unplugged in New York | 4:01 |
| 16. | Where Did You Sleep Last Night | Huddie William Ledbetter | MTV Unplugged in New York | 5:08 |